# Таємниці душі
«Таємниці душі» (італ. I segreti dell'anima) — італійський німий фільм 1912 року режисера Вінченцо Денізо.